# Impétueuse (1917)
L'Impétueuse est une canonnière de lutte anti-sous-marine de la Marine nationale française, l’un des vingt-trois navires de classe Ardent construits. Le navire a été construit au chantier naval des Forges et chantiers de la Gironde à Bordeaux, lancé en 1917 et commissionné la même année dans la Marine nationale française. Le navire a servi durant la Première Guerre mondiale et l’entre-deux-guerres. Il a été rayé de la liste de la flotte en 1938.

## Conception
Les canonnières de classe Ardent ont été commandées dans le cadre du programme d’expansion de la flotte française de 1916 et 1917,. En 1916, l’état-major de la marine française commanda vingt-trois canonnières anti-sous-marines (ASM), de 266 tonnes, à machines à vapeur à triple expansion, qui furent nommés « classe Ardent ». Les navires étaient fondamentalement identiques aux canonnières de classe Friponne. Ils s’en distinguaient principalement par le type de propulsion : les canonnières de classe Friponne utilisaient des moteurs Diesel, mais les navires de classe Ardent étaient équipés de machines à vapeur, dans de nombreux cas récupérées sur de vieux torpilleurs mis hors service,. Ils différaient donc sensiblement les uns des autres en ce qui concerne la puissance et la vitesse. Ils avaient tous des étraves en forme d’arc, mais ils différaient par la forme des superstructures et leur équipement.
L'Impétueuse était conçue pour la lutte anti-sous-marine,. Sa coque avait une longueur hors tout de 60,2 mètres, une largeur de 7,2 mètres et un tirant d'eau de 2,9 mètres,,,. Son déplacement était de 310 tonnes à charge normale et de 410 tonnes à pleine charge,.
Le navire était propulsé par deux machines à vapeur verticales à triple expansion d’une puissance de 1500 à 2200 ch, entraînant deux hélices,. La vapeur était fournie par deux chaudières à charbon système du Temple ou Normand,. La vitesse maximale du navire était comprise entre 14 et 17 nœuds,,,. Le navire transportait 85 tonnes de combustible, ce qui lui permettait d’atteindre une autonomie de 2000 milles marins à une vitesse de 10 nœuds,
L’armement de la canonnière se composait de deux canons de 100 mm modèle 1897 et de deux rampes pour larguer des grenades anti-sous-marines,,,.
L’équipage du navire était composé de 55 officiers, officiers mariniers et matelots,,,.

## Historique
L'Impétueuse a été construite au chantier naval des Forges et chantiers de la Gironde à Bordeaux,,. Elle a été mise en chantier en 1916 et lancée en 1917,,.

### Première Guerre mondiale
L'Impétueuse est commissionnée dans la Marine nationale en 1917,,, comme dragueur de mines, et affectée en 1918 à la Division de Gascogne,. Elle sert dans le golfe de Gascogne et fait des allers-retours entre La Pallice, Brest et les eaux espagnoles en escortant des convois. Lors d’une de ces escortes, un sous-marin tire plusieurs torpilles dont l’une coule un cargo et une autre passe sans dommages sous la coque de l'Impétueuse. Celle-ci lance des grenades sur le sous-marin.
Au plan administratif, l'Impétueuse est considérée comme un bâtiment armé en guerre pour la période du 12 janvier 1918 au 23 septembre 1919 (Circulaire du 25 avril 1922 établissant la Liste des bâtiments et formations ayant acquis, du 3 août 1914 au 24 octobre 1919, le bénéfice du double en sus de la durée du service effectif (Loi du 16 avril 1920, articles 10, 12, 13.), §. A. Bâtiments de guerre et de commerce. : Bulletin officiel de la Marine 1922, n°14, pp. 720 et 747.).
Durant cette période, trois marins de la canonnière trouvent la mort :
- Le 8 juillet 1918, le matelot de 2e classe chauffeur Pierre Jules Chevrier, né le 25 avril 1884 sur l’Île d'Yeu (Vendée), décède à l’hôpital maritime de Rochefort (Charente-Maritime).
- Le 20 juillet 1918, le matelot de 3e classe sans spécialité Georges Birot, né le 16 avril 1893 à Arvert (Charente-Maritime), disparaît en mer. Le jugement déclaratif de décès sera rendu le 30 octobre 1918 à Marennes.
- Le 5 août 1918, le matelot de 2e classe chauffeur Hervé Perhirin, né le 26 septembre 1886 à Ploudalmézeau (Finistère), se noie à Rochefort (Charente-Maritime). Étant à ce moment en absence irrégulière du bord, il n’est pas déclaré « Mort pour la France »[12].

### Entre-deux-guerres
Tous les navires de classe Ardent ont survécu à la guerre. La majorité sont convertis dans les années 1920 en dragueurs de mines, avec l’ajout d’un équipement mécanique de dragage. Le navire a été ainsi converti entre 1918 et 1920,. Il remplit cette fonction dans l’entre-deux-guerres jusqu’à la fin de son service, qui eut lieu en 1938,.
L'Impétueuse est affectée en 1919 à l’Escadrille de dragage de Gascogne. Le navire est alors toujours commandé par son premier commandant, le lieutenant de vaisseau André Joseph Auguste Marloy,, né le 16 mai 1888 à Apt (Vaucluse). Il se distingue particulièrement dans cette tâche, recevant un témoignage officiel de satisfaction par décision du Ministre de la Marine du 12 décembre 1919 (JO du 16 décembre 1919, p. 14601) :

« Lieutenant de vaisseau Marloy (André-Joseph-Auguste), commandant l'Impétueuse, dans l'Escadrille de Gascogne : officier très au courant des questions hydrographiques, a rendu les meilleurs services à l’escadrille dans les travaux de balisage. »

L'Impétueuse est ensuite affectée au dragage des côtes du Nord de la France,. En 1919-1920, elle navigue entre Brest, Rochefort et Biarritz. Entre 1920 et 1925, l'Impétueuse est affectée à Rochefort,, où elle reste « en disponibilité armée » de janvier 1921 à avril 1924. En 1924 elle est reclassée comme « aviso de 2ème classe » mais redevient une canonnière en 1925. Entre 1926 et 1930, elle est affectée à Brest. En 1929 elle redevient un aviso de 2ème classe,, et un dragueur après 1932. À partir du 25 juillet 1932, elle débute des relevés hydrographiques dans le secteur de Saint-Malo et du cap Fréhel, en compagnie de la Batailleuse.
L'Impétueuse est placée en réserve normale à Brest en 1936. La guerre d'Espagne éclatant cette année-là, il est envisagé de la réarmer en décembre 1936 ou janvier 1937 pour participer aux patrouilles au large des côtes espagnoles, mais les travaux nécessaires furent jugés trop importants et elle est placée en réserve spéciale en novembre 1936, puis envoyée à Landévennec vers janvier ou février 1937. En prévision de sa condamnation, l'Impétueuse est ramenée dans l'arsenal de Brest où elle séjourne de mai à juillet 1937. Tous les matériels réutilisables, notamment l'artillerie, sont démontés. L'Impétueuse est remorquée le 30 juillet 1937 jusqu’à Landévennec et condamnée le 5 août 1937,,. Sa coque est vendue à Brest pour démolition le 27 avril 1939.

### Seconde Guerre mondiale et après-guerre
Normalement, l'Impétueuse aurait dû partir directement vers un chantier de démolition, mais son remorquage a mal tourné dès la sortie du goulet de Brest et la coque est venue s’échouer sur la plage de Porsmilin à Trégana,, à une date incertaine (en juin 1940, avant l’arrivée des Allemands, selon certaines sources, 1941 selon d’autres). L'épave y demeure pendant toute la Seconde Guerre mondiale. La plage est très courue des Brestois, car elle est desservie à partir de 1903 par une ligne de tramway entre Brest et Le Conquet, remplacée en 1933 par une ligne de cars. Même l’Occupation n’empêche pas les Brestois de profiter des joies de la plage. La carcasse de l'Impétueuse sert de tremplin aux plongeurs. Tout change à partir de 1943 : pour empêcher un débarquement allié, la plage est interdite aux civils et équipée d’obstacles par l’organisation Todt. L'épave de l'Impétueuse sert aux Allemands pour des exercices de tir de DCA. Après la Libération, l'épave est revendue une deuxième fois pour la démolition à Brest le 18 octobre 1949 et démantelée sur place.

## Commandants
- Lieutenant de vaisseau André Joseph Auguste Marloy, du port de Toulon[19] : 1918-1919[17]